# Рай: Надежда
«Рай: Надежда» (нем. Paradies: Hoffnung)  — австрийская драма режиссёра Ульриха Зайдля. Третий фильм в его трилогии «Рай». В фильме рассказывается история взросления дочери героини первого фильма «Рай: Любовь».
Премьера фильма состоялась на 63-м кинофестивале в Берлине. Фильм также был представлен в разделе современного мирового кино на 38 Кинофестивале в Торонто.

## Сюжет
13-летняя  Мелани была отправлена в летний лагерь для подростков, страдающих избыточным весом, в то время когда её мать улетела в Кению как секс-туристка. В лагере Мелани переживает первую любовь. Она влюбляется в доктора, который значительно старше её.